# Zverin-Pokrovski-klooster
Het Zverin-Pokrovski-klooster (Russisch: Зверин-Покровский монастырь) is een voormalig Russisch-orthodox klooster in de oude Russische stad Veliki Novgorod. Tegenwoordig doet het klooster dienst als seminarium van het bisdom Novgorod.
In de geschiedschrijving wordt het klooster voor het eerst in 1069 genoemd, maar een exacte datum van het stichtingsjaar is niet bekend. In 1148 was er voor het eerst sprake van een kerk ter ere van de Voorspraak van de Moeder Gods. Deze kerk brandde door blikseminslag hetzelfde jaar nog volledig af. De Kerk van de Heilige Simeon werd in 1467 gebouwd ter nagedachtenis van de slachtoffers van de pest. In 1721 liet Peter de Grote het klooster afschaffen, maar na 6 jaar werd het klooster alweer heropend.

## Sovjet-periode
Tot 1918 woonden er ongeveer 150 monialen. In 1919 werd het klooster door de bolsjewieken afgeschaft en deed de kerk dienst als parochiekerk. De monialen bleven er echter wonen en om volledige sluiting te voorkomen probeerden zij op het kloosterterrein een melkveebedrijf uit te oefenen. Echter in januari 1930 besloten te bolsjewieken alsnog om de kerken geheel te sluiten. 

## Heropening
Na de val van de Sovjet-Unie werd in 1989 de Pokrovski-kathedraal teruggegeven aan de Russisch-orthodoxe Kerk. 

## Kerken
- Kathedraal van de Voorspraak van de Heilige Moeder Gods (1399)
- Kerk van de Heilige Simeon (1467)